# باروتروما
باروتروما یا ترومای فشاری (به انگلیسی: Barotrauma) به آسیب فیزیکی ناشی از تغییرات فشار محیط اطراف روی فضاهای هوائی موجود در حفرات بدن انسان گفته می‌شود. این آسیب اغلب در مواردی مانند غواصی، صعود به ارتفاعات و پرواز به آسمان مشاهده می‌شود. در بیمارانی که در بیمارستان با تهویه مکانیکی تنفس می‌کنند نیز رخ می‌دهد.

## آسیب‌ها
تغییرات فشار به این نواحی بدن آسیب می‌زند: گوش میانی، سینوسهای پارانازال، ریه، چشم، پوست، مغز و جمجمه، دندان‌ها.
عوارض ناشی از فشار جو اعم از فشار مثبت یا فشار منفی به دو قسمت تقسیم می‌شود:
الف: عوارض ناشی از انبساط یا انقباض حفرات محتوی گاز در بدن
ب: عوارض ناشی از خروج گازهای محلول در مایعات از بدن (بیماری ناشی از کاهش ناگهانی فشار)

## فشارزدگی گوش میانی
فشارزدگی گوش میانی (به انگلیسی: Barotitis Media) آسیب به گوش میانی در اثر تغییرات فشاری است. در این نوع آسیب، گوش میانی، شیپور اُستاش (مجرایی که محفظه گوش میانی را به حلق وصل می‌کند) و انتهای اعصابی که در گوش وجود دارند متأثر می‌شوند. ناشنوایی (به درجات مختلف)، احساس گرفتگی در گوش، درد خفیف تا شدید در گوش، یا در ناحیه فک و پیشانی، گیجی و منگی، وزوز گوش، گریه در شیرخواران و خردسالان از نشان‌های این بیماری می‌باشد.

### دلایل
آسیب ناشی از افزایش ناگهانی فشار محیط اطراف، مثلاً به هنگام ارتفاع کم‌کردن سریع هواپیما یا به هنگام غواصی یکی از دلایل این عارضه‌است. در این شرایط، هوا از راه بینی و حلق به محفظه گوش میانی می‌رود تا فشار در دوطرف پرده گوش متعادل شود. اگر مجرایی که از حلق به محفظه گوش میانی کشیده شده‌است (شیپور اُستاش) درست عمل نکند، فشار در محفظه گوش میانی کمتر از فشار محیط خواهد بود. این فشار منفی در گوش میانی باعث می‌شود پردة گوش به درون گوش کشیده شود. بعداً ممکن است خون و مخاط در گوش میانی ظاهر شود. احتمال بروز این آسیب وقتی که فرد سرماخوردگی دارد و به غواصی می‌پردازد یا با هواپیما سفر می‌کند، بیشتر است. یکی دیگر از علت‌های این بیماری، آسیب در اثر ضربه به گوش خارجی یا میانی در ورزش‌هایی نظیر بوکس و اسکی روی آب است.

### داروها
برای رفع درد و ناراحتی خفیف، می‌توان از داروهای کاهنده تورم مخاط بینی و حلق، و داروهای ضددرد مثل استامینوفن استفاده کرد. امکان دارد برای بیماران قرص‌ها و اسپری‌های قوی‌تر کاهنده تورم مخاط بینی و حلق تجویز شود. این داروها باید حداقل به مدت دو هفته پس از آسیب مصرف شوند.